# Prins Maurits Laboratorium
Het TNO Prins Maurits Laboratorium is de oude naam van een van de 15 instituten van TNO. Vanaf 2005 maakte het Prins Maurits laboratorium deel uit van het kerngebied TNO Defensie en Veiligheid onder de naam: TNO locatie Rijswijk. Het voormalige Prins Maurits Laboratorium, dat gevestigd is in Rijswijk en in Ypenburg (Den Haag) deed onderzoek naar toxische stoffen, munitietechnologie en explosieveiligheid, wapens en wapenplatformen. Samen met TNO locatie Den Haag (voorheen TNO Fysisch en Elektronisch Laboratorium) en TNO locatie Soesterberg  TNO Technische Menskunde (ook wel TNO Human factors) vormde TNO locatie Rijswijk de defensie-tak van TNO. Een groot gedeelte van het geld dat de Nederlandse overheid aan defensie-gerelateerde research uitgeeft komt terecht bij TNO. TNO werkt hierin nauw samen met Nederlandse wapenexporteurs.
Bij het voormalig Prins Maurits Laboratorium werken ongeveer 340 mensen.

## Situatie vanaf 2011
Vanaf 1 januari 2011 zijn alle kerngebieden opgeheven en is TNO overgegaan op een thematisch aangestuurde matrixorganisatie.